# Dieter Genske (Journalist)
Dieter Genske (* 1949; † 5. Dezember 2024) war ein deutscher Sportjournalist.

## Leben
Genske wuchs in Hamburg-Barmbek auf. Er durchlief eine Ausbildung bei einer Bank und studierte Betriebswirtschaftslehre. Er war Volontär bei der Zeitung Harburger Anzeigen und Nachrichten. Für das Hamburger Morgenpost berichtete er unter anderem über den Hamburger SV und die deutsche Fußballnationalmannschaft. Er wurde bei der Zeitung Leiter der Sportredaktion. 1988 wechselte er zur Zeitschrift Golf Sport.
2001 trat Genske das Amt des Chefredakteurs des Golf Magazins an. Ab Herbst 2010 war er zusätzlich Chefredakteur des Tennis Magazins. Im Mai 2014 gab Genske die Tätigkeiten als Chefredakteur des Tennis Magazins und des Golf Magazins an Carli Underberg ab und war fortan Herausgeber der beiden Zeitschriften.
Genske veröffentlichte 1987 gemeinsam mit Horst Frese, Manfred Heun und Horst Wisser das Buch Die Chronik. Hundert Jahre HSV 1887-1987. Er war des Weiteren Autor mehrerer Bücher zum Golfsport, darunter das Golf-Lexikon, Golf: die größten Legenden: Porträts, Geschichten und Skandale und Golf: alles, was man wissen muss: Spieler, Regeln, Training.